# Ben Mansfield
Ben Mansfield (Morecambe, 29 maggio 1983) è un attore inglese.
Iniziò la sua carriera da attore nel 2007 con il film Hell Bent For Leather, dove interpretò Owen Oakeshott. Segue una partecipazione in un episodio della serie Holby City.
È conosciuto per l'interpretazione di Captain Becker nella serie Primeval. Mansfield interpreterà un ruolo nella futura serie della BBC Merlin.
Nel 2009 appare in Mr. Nobody di Jaco Van Dormael.

## Filmografia
- Hell Bent For Leather (2007)
- Holby City (2008)
- Primeval (2009)
- Mr. Nobody (2009)

## Doppiaggio
- Battlefield 1 (2016)

## Doppiatori italiani
- Maurizio Di Girolamo in Battlefied 1 [1]